# Lijst van vrijmetselaarsmusea
De georganiseerde vrijmetselarij kent wereldwijd verschillende musea, waar kennisgemaakt kan worden met vrijmetselaarssymboliek en tradities, evenals vrijmetselaarsvoorwerpen allerhande. 

## Musea
Er zijn verschillende musea over de vrijmetselarij. Deze zijn dikwijls niet permanent toegankelijk, en enkel op afspraak. Hieronder volgt een overzicht:
| Plaats                                      | Museum |
| ------------------------------------------- | --- |
| Alexandria (Virginia, (Verenigde Staten)    | George Washington National Masonic Memorial, gelegen te VA, Alexandria, 101 Callahan Drive                                                                 |
| Bayreuth (Duitsland)                        | Deutsches Freimaurermuseum, gelegen te 95444 Bayreuth, Im Hofgarten 1                                                                                      |
| Beyoğlu (Turkije)                           | Mason Müzesi (G.L.T.), gelegen te 80050 Beyoğlu, Nur-i Ziya Sokak 25                                                                                       |
| Bloomington (Minnesota, Verenigde Staten)   | Minnesota Masonic Museum, MN 55437-3699, Bloomington, 11501 Masonic Home Drive                                                                             |
| Brussel (België)                            | Belgisch Museum van de Vrijmetselarij (G.O.B.), gelegen te 1000 Brussel, Lakenstraat 79                                                                    |
| Den Haag (Nederland)                        | Cultureel Maçonniek Centrum 'Prins Frederik' (G.O.N.), gelegen te Den Haag, Javastraat 2b                                                                  |
| Dublin (Ierland)                            | Grand Lodge Library and Museum (G.L.I.), gelegen te Freemasons' Hall, Dublin 2, 17 Molesworth Street                                                       |
| Edinburgh (Verenigd Koninkrijk)             | Grand Lodge of Scotland Museum of Freemasonry (G.L.S.), Edinburgh EH2 3DH, 96 George Street                                                                |
| Lexington (Massachusetts, Verenigde Staten) | National Heritage Museum, gelegen te MA 02421, Lexington, 33 Marrett Road                                                                                  |
| Londen (Verenigd Koninkrijk)                | Library and Museum of Freemasonry (U.G.L.E.), gelegen te Freemasons' Hall, London W2CB 5AZ, 60 Great Queen Street                                          |
| New York (Verenigde Staten)                 | Livingston Masonic Library, New York 10010-4171, 71W 23rd Street                                                                                           |
| Oslo (Noorwegen)                            | Den Norske Frimurerorden Ordenens Museum, gelegen te 0158 Oslo, Nedre Vollgate 19                                                                          |
| Parijs (Frankrijk)                          | Musée de la Franc-Maçonnerie du Grand Orient de France (G.O.F.), gelegen te 75009 Paris, 16 rue Cadet                                                      |
| Parijs (Frankrijk)                          | Musée du Grande Loge de France (G.L.F.), gelegen te 75017 Paris, 8 rue de Puteaux                                                                          |
| Parijs (Frankrijk)                          | Musée de la Grande Loge Nationale Française (G.L.N.F.), gelegen te 75017 Paris, 12 rue Christine de Pisan                                                  |
| Philadelphia (Verenigde Staten)             | Masonic Library and Museum of Pennsylvania, gelegen te PA, 19107 Philadelphia, Masonic Temple, 1 North Broad Street                                        |
| Rosenau (Oostenrijk)                        | Freimaurermuseum Rosenau, gelegen te 3924 Zwettl, Schloß Rosenau 1                                                                                         |
| Washington (Verenigde Staten)               | Library and Museum of the Supreme Council 33°, Southern Jurisdiction, gelegen te 2009-3103 Washington D.C., NW, House of the Temple, 1733 Sixteenth Street |
| Worthington (Ohio, (Verenigde Staten)       | Grand Lodge of Ohio Museum, Ohio, Worthington, 634 High Street                                                                                             |